# Bahnstrecke Landshut–Bayerisch Eisenstein
| Streckennummer (DB): | 5634 |                                                    |                                                    |
| Kursbuchstrecke (DB): | 905, 931                                                                                                 |                                                    |                                                    |
| Streckenlänge: | 134,585 km                                                                                               |                                                    |                                                    |
| Spurweite: | 1435 mm (Normalspur)                                                                                     |                                                    |                                                    |
| Streckenklasse: | Landshut (Bay) Hbf–Deggendorf Hbf: D4 Deggendorf Hbf–Triefenried: C2 Triefenried–Bayerisch Eisenstein: A |                                                    |                                                    |
| Stromsystem: | Landshut (Bay) Hbf–Plattling: 15 kV, 16,7 Hz ~                                                           |                                                    |                                                    |
| Maximale Neigung: | 12,5 ‰                                                                                                   |                                                    |                                                    |
| Minimaler Radius: | 300 m |                                                    |                                                    |
| Streckengeschwindigkeit: | 140 km/h                                                                                                 |                                                    |                                                    |
| Zugbeeinflussung: | PZB |                                                    |                                                    |
| Zweigleisigkeit: | ehemals: Pilsting–Plattling geplant: Wörth–Loiching                                                      |                                                    |                                                    |
| | |                                                    |                                                    |
| \| \| \| von München Hbf \| \| \| \| \| von Rottenburg (Laaber) \| \| \| \| \| von Neumarkt-St Veit \| \| \| \| 0,000 \| Landshut (Bay) Hbf \| 385 m \| \| \| \| nach Regensburg Hbf \| \| \| \| \| Ergolding (geplant) \| \| \| \| 6,425 \| Altheim (Niederbay) (ehem. Pers.-Halt) \| 384 m \| \| \| \| Anschluss Wasserkraftwerk Altheim \| \| \| \| 11,395 \| Ahrain (ehem. Pers.-Halt) \| 378 m \| \| \| \| Anschluss Kernkraftwerk Isar \| \| \| \| 15,094 \| Niederaichbach Kernkraftwerk Isar (Awanst) \| Niederaichbach Kernkraftwerk Isar (Awanst) \| \| \| 17,415 \| Wörth (Isar) \| 370 m \| \| \| 21,000 \| Niederviehbach \| Niederviehbach \| \| \| 24,666 \| Loiching (ehem. Pers.-Halt) \| 364 m \| \| \| 25,823 \| Dingolfing BMW Dynamikzentrum (Awanst) \| Dingolfing BMW Dynamikzentrum (Awanst) \| \| \| 27,637 \| Dingolfing PA Scholz (Awanst) \| Dingolfing PA Scholz (Awanst) \| \| \| \| Anschluss BMW-Werk \| \| \| \| 29,078 \| Dingolfing \| 359 m \| \| \| 32,600 \| Gottfrieding \| 353 m \| \| \| 37,810 \| Schwaigen (ehem. Pers.-Halt) \| 347 m \| \| \| \| von Mühldorf (Oberbay) \| \| \| \| 41,550 \| Pilsting \| 342 m \| \| \| 45,268 \| Landau (Isar) \| 338 m \| \| \| \| nach Arnstorf (Niederbay) \| \| \| \| 52,912 \| Wallersdorf \| 336 m \| \| \| \| nach Münchshöfen \| \| \| \| 58,271 \| Otzing (bis 2009) \| 330 m \| \| \| \| Plattling West (geplant) \| \| \| \| \| Plattlinger Kurve (geplant) \| \| \| \| \| von Obertraubling \| \| \| \| 62,921 \| Plattling \| 323 m \| \| \| \| nach Passau Hbf \| \| \| \| \| nach Deggendorf (bis 1877) \| \| \| \| 66,566 \| Pankofen (ehem. Bf) \| 318 m \| \| \| 69,937 \| Bundesautobahn 3 (65 m) \| Bundesautobahn 3 (65 m) \| \| \| 70,466 \| Staatsstraße 2074 (72 m) \| Staatsstraße 2074 (72 m) \| \| \| 71,212 \| Donau (466 m) \| Donau (466 m) \| \| \| 71,724 \| von Kalteneck \| von Kalteneck \| \| \| \| von Metten \| \| \| \| 72,397 \| Deggendorf Hbf \| 321 m \| \| \| 79,714 \| Grafling-Arzting \| Grafling-Arzting \| \| \| 82,190 \| Ulrichsberg \| 423 m \| \| \| 84,434 \| Kühbergtunnel (476 m) \| Kühbergtunnel (476 m) \| \| \| 89,522 \| Grafling \| Grafling \| \| \| 94,332 \| Hochbühltunnel (569 m) \| Hochbühltunnel (569 m) \| \| \| 95,921 \| Gotteszell \| 552 m \| \| \| \| nach Blaibach (Oberpf) \| \| \| \| 102,694 \| Triefenried \| 617 m \| \| \| 107,860 \| Ohetalbrücke (Schlossauer Ohe, 304 m) \| Ohetalbrücke (Schlossauer Ohe, 304 m) \| \| \| 110,512 \| Regen (Hp Awanst, ehem. Bf) \| 549 m \| \| \| 111,122 \| Schwarzer Regen (119 m) \| Schwarzer Regen (119 m) \| \| \| 114,775 \| Nagerlbrücke (Schwarzer Regen, 79 m) \| Nagerlbrücke (Schwarzer Regen, 79 m) \| \| \| 116,328 \| Bettmannsäge (ehem. Bf) \| 554 m \| \| \| 119,207 \| Schwarzer Regen (131 m) \| Schwarzer Regen (131 m) \| \| \| \| von Grafenau \| \| \| \| \| von Bodenmais \| \| \| \| 120,744 \| Zwiesel (Bay) \| 578 m \| \| \| 123,200 \| Fällenrechenbrücke (Großer Regen, 126 m) \| Fällenrechenbrücke (Großer Regen, 126 m) \| \| \| 125,815 \| Ludwigsthal (seit 2003) \| Ludwigsthal (seit 2003) \| \| \| 126,380 \| Ludwigsthal \| 618 m \| \| \| 126,965 \| Deffernikbrücke (Große Deffernik, 118 m) \| Deffernikbrücke (Große Deffernik, 118 m) \| \| \| 134,560 \| Bayerisch Eisenstein \| 722 m \| \| \| 134,585 \| Staatsgrenze Deutschland / Tschechien (im Bahnhof) \| Staatsgrenze Deutschland / Tschechien (im Bahnhof) \| \| \| \| nach Plzeň hl. n. (vorm. EPPK) \| \| \| \| \| \| \| \| Quellen: [1][2][3][4][5][6][7] \| \| \| \| | |                                                    |                                                    |
| Strecke | | von München Hbf                                    | von München Hbf                                    |
| Abzweig geradeaus und von links | | von Rottenburg (Laaber)                            | von Rottenburg (Laaber)                            |
| Abzweig geradeaus und von rechts | | von Neumarkt-St Veit                               | von Neumarkt-St Veit                               |
| Bahnhof | 0,000 | Landshut (Bay) Hbf                                 | 385 m                                              |
| Abzweig geradeaus und nach links | | nach Regensburg Hbf                                | nach Regensburg Hbf                                |
| ehemaliger Dienststation / Betriebs- oder Güterbahnhof | | Ergolding (geplant)                                | Ergolding (geplant)                                |
| Dienststation / Betriebs- oder Güterbahnhof | 6,425 | Altheim (Niederbay) (ehem. Pers.-Halt)             | 384 m                                              |
| Abzweig geradeaus und ehemals nach rechts | | Anschluss Wasserkraftwerk Altheim                  | Anschluss Wasserkraftwerk Altheim                  |
| Dienststation / Betriebs- oder Güterbahnhof | 11,395                                                                                                   | Ahrain (ehem. Pers.-Halt)                          | 378 m                                              |
| Abzweig geradeaus und von rechts | | Anschluss Kernkraftwerk Isar                       | Anschluss Kernkraftwerk Isar                       |
| Blockstelle | 15,094                                                                                                   | Niederaichbach Kernkraftwerk Isar (Awanst)         | Niederaichbach Kernkraftwerk Isar (Awanst)         |
| Bahnhof | 17,415                                                                                                   | Wörth (Isar)                                       | 370 m                                              |
| ehemaliger Haltepunkt / Haltestelle | 21,000                                                                                                   | Niederviehbach                                     | Niederviehbach                                     |
| Dienststation / Betriebs- oder Güterbahnhof | 24,666                                                                                                   | Loiching (ehem. Pers.-Halt)                        | 364 m                                              |
| Blockstelle | 25,823                                                                                                   | Dingolfing BMW Dynamikzentrum (Awanst)             | Dingolfing BMW Dynamikzentrum (Awanst)             |
| Blockstelle | 27,637                                                                                                   | Dingolfing PA Scholz (Awanst)                      | Dingolfing PA Scholz (Awanst)                      |
| Abzweig geradeaus und von links | | Anschluss BMW-Werk                                 | Anschluss BMW-Werk                                 |
| Bahnhof | 29,078                                                                                                   | Dingolfing                                         | 359 m                                              |
| ehemaliger Haltepunkt / Haltestelle | 32,600                                                                                                   | Gottfrieding                                       | 353 m                                              |
| Dienststation / Betriebs- oder Güterbahnhof | 37,810                                                                                                   | Schwaigen (ehem. Pers.-Halt)                       | 347 m                                              |
| Abzweig geradeaus und ehemals von rechts | | von Mühldorf (Oberbay)                             | von Mühldorf (Oberbay)                             |
| ehemaliger Bahnhof | 41,550                                                                                                   | Pilsting                                           | 342 m                                              |
| Bahnhof | 45,268                                                                                                   | Landau (Isar)                                      | 338 m                                              |
| Abzweig geradeaus und ehemals nach rechts | | nach Arnstorf (Niederbay)                          | nach Arnstorf (Niederbay)                          |
| Bahnhof | 52,912                                                                                                   | Wallersdorf                                        | 336 m                                              |
| Abzweig geradeaus und ehemals nach links | | nach Münchshöfen                                   | nach Münchshöfen                                   |
| ehemaliger Bahnhof | 58,271                                                                                                   | Otzing (bis 2009)                                  | 330 m                                              |
| ehemaliger Dienststation / Betriebs- oder Güterbahnhof | | Plattling West (geplant)                           | Plattling West (geplant)                           |
| Abzweig geradeaus und ehemals nach links | | Plattlinger Kurve (geplant)                        | Plattlinger Kurve (geplant)                        |
| Abzweig geradeaus und von links | | von Obertraubling                                  | von Obertraubling                                  |
| Bahnhof | 62,921                                                                                                   | Plattling                                          | 323 m                                              |
| Abzweig geradeaus und nach rechts | | nach Passau Hbf                                    | nach Passau Hbf                                    |
| Abzweig geradeaus und ehemals nach rechts | | nach Deggendorf (bis 1877)                         | nach Deggendorf (bis 1877)                         |
| Haltepunkt / Haltestelle | 66,566                                                                                                   | Pankofen (ehem. Bf)                                | 318 m                                              |
| Brücke | 69,937                                                                                                   | Bundesautobahn 3 (65 m)                            | Bundesautobahn 3 (65 m)                            |
| Brücke | 70,466                                                                                                   | Staatsstraße 2074 (72 m)                           | Staatsstraße 2074 (72 m)                           |
| Brücke über Wasserlauf | 71,212                                                                                                   | Donau (466 m)                                      | Donau (466 m)                                      |
| Abzweig geradeaus und von rechts | 71,724                                                                                                   | von Kalteneck                                      | von Kalteneck                                      |
| Abzweig geradeaus und ehemals von links | | von Metten                                         | von Metten                                         |
| Bahnhof | 72,397                                                                                                   | Deggendorf Hbf                                     | 321 m                                              |
| Haltepunkt / Haltestelle | 79,714                                                                                                   | Grafling-Arzting                                   | Grafling-Arzting                                   |
| ehemaliger Bahnhof | 82,190                                                                                                   | Ulrichsberg                                        | 423 m                                              |
| Tunnel | 84,434                                                                                                   | Kühbergtunnel (476 m)                              | Kühbergtunnel (476 m)                              |
| Dienststation / Betriebs- oder Güterbahnhof | 89,522                                                                                                   | Grafling                                           | Grafling                                           |
| Tunnel | 94,332                                                                                                   | Hochbühltunnel (569 m)                             | Hochbühltunnel (569 m)                             |
| Bahnhof | 95,921                                                                                                   | Gotteszell                                         | 552 m                                              |
| Abzweig geradeaus und nach links | | nach Blaibach (Oberpf)                             | nach Blaibach (Oberpf)                             |
| Bahnhof | 102,694                                                                                                  | Triefenried                                        | 617 m                                              |
| Brücke über Wasserlauf | 107,860                                                                                                  | Ohetalbrücke (Schlossauer Ohe, 304 m)              | Ohetalbrücke (Schlossauer Ohe, 304 m)              |
| Haltepunkt / Haltestelle | 110,512                                                                                                  | Regen (Hp Awanst, ehem. Bf)                        | 549 m                                              |
| Brücke über Wasserlauf | 111,122                                                                                                  | Schwarzer Regen (119 m)                            | Schwarzer Regen (119 m)                            |
| Brücke über Wasserlauf | 114,775                                                                                                  | Nagerlbrücke (Schwarzer Regen, 79 m)               | Nagerlbrücke (Schwarzer Regen, 79 m)               |
| Haltepunkt / Haltestelle | 116,328                                                                                                  | Bettmannsäge (ehem. Bf)                            | 554 m                                              |
| Brücke über Wasserlauf | 119,207                                                                                                  | Schwarzer Regen (131 m)                            | Schwarzer Regen (131 m)                            |
| Abzweig geradeaus und von rechts | | von Grafenau                                       | von Grafenau                                       |
| Abzweig geradeaus und von links | | von Bodenmais                                      | von Bodenmais                                      |
| Bahnhof | 120,744                                                                                                  | Zwiesel (Bay)                                      | 578 m                                              |
| Brücke über Wasserlauf | 123,200                                                                                                  | Fällenrechenbrücke (Großer Regen, 126 m)           | Fällenrechenbrücke (Großer Regen, 126 m)           |
| Haltepunkt / Haltestelle | 125,815                                                                                                  | Ludwigsthal (seit 2003)                            | Ludwigsthal (seit 2003)                            |
| ehemaliger Bahnhof | 126,380                                                                                                  | Ludwigsthal                                        | 618 m                                              |
| Brücke über Wasserlauf | 126,965                                                                                                  | Deffernikbrücke (Große Deffernik, 118 m)           | Deffernikbrücke (Große Deffernik, 118 m)           |
| Bahnhof | 134,560                                                                                                  | Bayerisch Eisenstein                               | 722 m                                              |
| Grenze | 134,585                                                                                                  | Staatsgrenze Deutschland / Tschechien (im Bahnhof) | Staatsgrenze Deutschland / Tschechien (im Bahnhof) |
| Strecke | | nach Plzeň hl. n. (vorm. EPPK)                     | nach Plzeň hl. n. (vorm. EPPK)                     |
| | |                                                    |                                                    |
| Quellen: | |                                                    |                                                    |

Die Bahnstrecke Landshut–Bayerisch Eisenstein ist eine Hauptbahn in Bayern. Sie zweigt in Landshut von der Bahnstrecke München–Regensburg ab und führt durch Niederbayern über Dingolfing, Landau an der Isar, Plattling, Regen und Zwiesel zur Staatsgrenze in Bayerisch Eisenstein, wo sie in die Bahnstrecke Plzeň–Železná Ruda in Tschechien einmündet. Der Abschnitt Landshut–Plattling ist elektrifiziert.
Die Strecke wurde ursprünglich als Teil einer direkten Verbindung von München nach Prag konzipiert. Aufgrund der schwierigen Trassierung im Bayerischen Wald und Böhmerwald mit engen Bögen und starken Steigungen gab es jedoch nie einen durchgehenden Verkehr in dieser Relation.
Heute dient die Strecke nur dem regionalen Verkehr. Für den Güterverkehr ist die Anbindung an das BMW-Werk Dingolfing bedeutsam.

## Geschichte

### Vorgeschichte
Nachdem Plattling bereits seit 1860 einen Bahnhof besaß und sechs Jahre später die Stichbahn nach Deggendorf gebaut wurde, entwickelte der bayerische Staat ab 1867 erste Studien für eine Eisenbahnverbindung von Plattling über Deggendorf, Regen und Zwiesel zur böhmischen Grenze zur Förderung der Wirtschaft im Bayerischen Wald.
Der bayerisch-österreichische Staatsvertrag vom 21. Juni 1851 sah neben den schon verwirklichten Bahnanschlüssen nach Böhmen in Furth i. W. und in Passau auch in Eisenstein eine Verbindung mit dem böhmischen Eisenbahnnetz vor. Auf böhmischer Seite sollte die Eisenbahn Pilsen–Priesen(–Komotau) (EPPK) den Bau der Anschlussstrecke übernehmen. Der Grenzbahnhof in Eisenstein sollte dabei direkt auf der Landesgrenze errichtet werden.
Die Strecke war als Teil einer wichtigen Verbindung zwischen Prag und München, Österreich oder Italien vorgesehen.
Auf die Initiative einiger örtlicher Persönlichkeiten hin (unter anderem des Reichsrats und Zwieseler Glasindustriellen Georg Benedikt II. von Poschinger (1845–1900) sowie des Deggendorfer Stadtpfarrers und Landtagsabgeordneten Konrad Pfahler (1826–1887)) erhielt die AG der Bayerischen Ostbahnen mit der bayerischen Konzession vom 25. November 1872 die Genehmigung zum Bau der Bahnstrecke. Die ihr schon am 3. August 1869 erteilte Konzession zum Bau einer Strecke von Straubing nach Cham ließ die Ostbahn daraufhin verfallen. Schon 1873 begannen die Vorarbeiten an der neuen Strecke. Die Findung einer geeigneten Trasse war durch den Aufstieg von der Donau in den Bayerischen Wald und die erforderliche Querung vieler Täler außerordentlich aufwendig und versprach hohe Baukosten bei mäßiger Rentabilität. Andererseits versprach man sich aber bei einer besseren Anbindung der neuen Strecke ab Plattling weiter durch das Isartal nach München eine lukrative Verbindung mit Böhmen.
Für den Aufstieg von Deggendorf (320 m ü. NHN) auf die Höhen um Gotteszell (600 m ü. NHN) wurden von Oberingenieur Badhauser zwei Streckenvarianten überprüft: eine direkte Verbindung über Hirschberg mit einer Steigung von 20 ‰ und eine durch 9,794 km künstliche Streckenverlängerung deutlich flachere, welche nur eine Steigung von 12,5 ‰ aufwies. Letztere wurde trotz höherer Baukosten aufgrund des langfristig günstigeren und schnelleren Betriebes mittels einer doppelten Kehrschleife zwischen Oberkandelbach und Grafling und dem Tunnel bei Ulrichsberg realisiert.

### Bau und Inbetriebnahme
Die Bauarbeiten an der Strecke begannen im Jahr 1874. An den Bauarbeiten für den Streckenabschnitt Deggendorf–Gotteszell waren teilweise bis zu 4000 Arbeiter beteiligt. Der Bahnhof Plattling wurde beim Streckenbau nach Westen verschoben und neu gebaut.

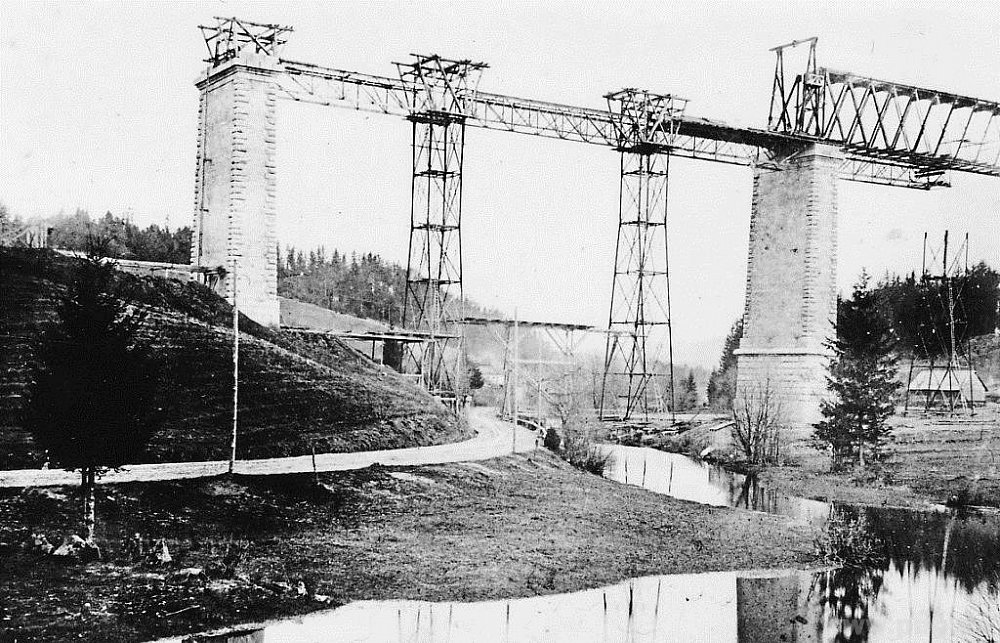
Ohetalbrücke im Bau (1877)

Am 15. Oktober 1875 wurde der Abschnitt Pilsting–Plattling und am 15. Mai 1880 Landshut–Pilsting eröffnet. Die weitere Strecke bis Ludwigstal ging am 16. September 1877 in Betrieb. Nach Fertigstellung der Deffernikbrücke ging die gesamte Strecke am 15. November 1877 in Betrieb. Der Bahnhof Eisenstein wurde von beiden Bahngesellschaften auf der Staatsgrenze gebaut. Durch das Empfangsgebäude verläuft die Grenze. Die Strecke war für einen zweigleisigen Ausbau vorbereitet, aber zunächst eingleisig in Betrieb genommen worden. Die Tunnel erhielten einen zweigleisigen Querschnitt und die Brückenpfeiler wurden für den Überbau eines zweiten Gleises verbreitert errichtet worden.
Die Anschlussstrecke der Eisenbahn Pilsen–Priesen(–Komotau) (EPPK) in Böhmen war bereits am 20. Oktober 1877 in Betrieb genommen worden.

### Betrieb
Die in Plattling seit dem 1. März 1866 betriebene private 8,7 km lange Bahnstrecke Plattling–Deggendorf wurde abgebrochen.

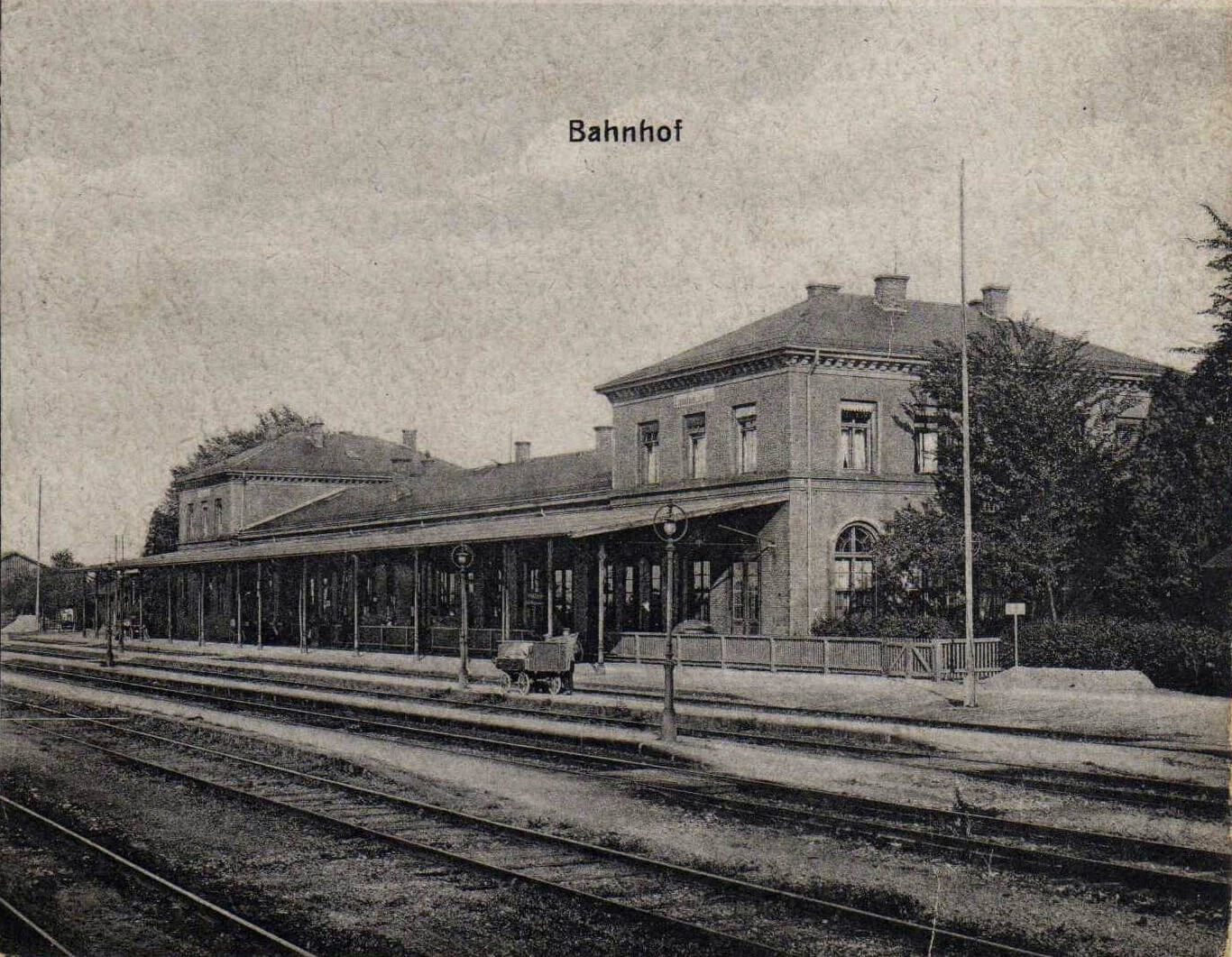
Bahnhof Landau (um 1900)

Der zweigleisige Ausbau unterblieb, da die Strecke große Steigungen und enge Bogenradien hatte und auch nach dem Anschluss an die 1875 in Betrieb genommene Bahnstrecke Mühldorf–Pilsting nicht den erhofften Verkehrszuwachs für den Abschnitt Plattling–Bayerisch Eisenstein und den Grenzverkehr bekam.
Eine weitere Erschließung des zentralen Bayerischen Waldes durch Eisenbahnen erfolgte durch mehrere zwischen 1890 und 1928 eröffnete, von der Strecke Landshut–Bayerisch Eisenstein abzweigende Strecken:
- Am 1. September 1890 Zwiesel–Grafenau, 31,5 km lang, durch die Königlich Bayerische Staatseisenbahnen.
- Am 10. November 1890 Gotteszell–Viechtach, 25 km lang, durch die AG Lokalbahn Gotteszell–Viechtach mit Weiterführung 1928 nach Blaibach und Anschluss an die 1892 eröffnete Bahnstrecke Cham–Bad Kötzting.
- Am 17. Oktober 1891 Deggendorf–Metten, 4,2 km lang, durch die Lokalbahn Deggendorf–Metten.
- Am 26. November 1913 Deggendorf–Hengersberg, 11,6 km lang, durch die Bayer. Staatsbahn mit Weiterführung bis Kalteneck und Anschluss an die 1890/92 eröffnete Staatsbahnstrecke Passau–Freyung.
- Am 3. September 1928 Zwiesel–Bodenmais, 14,5 km lang, durch die Deutsche Reichsbahn.

Es existierte ein Abzweig zur 1912 eröffneten Heil- und Pflegeanstalt Mainkofen
Der Abschnitt Pilsting–Plattling wurde zwischen 1901 und 1906 zweigleisig ausgebaut. Dieses zweite Gleis wurde im Zweiten Weltkrieg im Jahr 1942 abgebaut und in die besetzten Gebiete überführt.
Infolge der Machtübernahme der Kommunisten in der Tschechoslowakei im Februar 1948 und der darauf folgenden Errichtung des Eisernen Vorhangs kam der Verkehr über die Staatsgrenze stufenweise zum Erliegen. Die ČSD bedienten den Bahnhof Bayerisch Eisenstein noch bis zum 3. September 1953 mit Reisezügen, die zum Teil von und nach Prag durchliefen. Danach wurde dort an der Staatsgrenze ein Zaun quer zu den Gleisen gebaut, im Empfangsgebäude gab es eine Mauer.
Am 25. Mai 1976 wurde der elektrische Betrieb zwischen Landshut und Plattling aufgenommen, um die zeitraubenden und kostenintensiven Lokwechsel für die durchgehenden Züge München–Landshut–Plattling–Passau in Landshut und Plattling zu vermeiden. Dafür wurden 83 km Strecke mit Oberleitung überspannt, drei Brücken neu gebaut und 1035 Fahrleitungsmasten aufgestellt. Insgesamt wurden 13 Millionen Deutsche Mark investiert.
Aufgrund des geringen Verkehrsaufkommens und des schlechten Zustandes der Infrastruktur war der Abschnitt Zwiesel–Bayerisch Eisenstein Ende der 1980er Jahre zur Stilllegung vorgesehen.
Am 2. Juni 1991 konnte der grenzüberschreitende Verkehr zur Tschechoslowakei nach Abbau der Sperranlagen wieder aufgenommen werden. Die Züge der ČSD verkehrten seitdem wieder von und nach Bayerisch Eisenstein.
Nach dem Rückbau aller Weichen und Signale wurde der Bahnhof Otzing zum 25. März 1995 in einen Haltepunkt umgewandelt. Zum 14. Dezember 2003 wurde der für Zugkreuzungen dienende Betriebsbahnhof Grafling in Betrieb genommen und die Stellwerke in Ulrichsberg und Regen außer Betrieb genommen. Im selben Jahr wurde der Haltepunkt Ludwigsthal um etwa 700 Meter nach Süden, näher an die Ortschaft, verlegt.
Im Rahmen von vier Brückensanierungen war die Strecke zwischen Gotteszell und Bayerisch Eisenstein ab dem 30. März 2015 gesperrt. Das Bauende wurde aufgrund von schlechten Witterungsbedingungen und Mengenmehrungen an der Sanierung der Ohetalbrücke Mitte Juni 2015 vom 27. Juni 2015 auf den 17. Juli verschoben. In der 16-wöchigen und 5 Millionen Euro teuren Bauphase wurden die Ohetalbrücke bei Regen, die Fällenrechenbrücke bei Zwiesel, die Deffernikbrücke bei Zwieslerwaldhaus und die Nagerlbrücke bei Bettmannsäge saniert. Von diesen Brücken wurde nur die Fällenrechenbrücke umfassend, die anderen in geringem Ausmaß saniert. Der Infrastrukturbetreiber DB Netz ging 2015 davon aus, dass die Brücken nach dem Ende der voraussichtlichen Nutzungsdauer bis zum Jahr 2027 durch Neubauten ersetzt werden müssen. Die Ohetalbrücke, die Deffernikbrücke und die Nagerlbrücke standen 2022 „vor der Sanierung“.

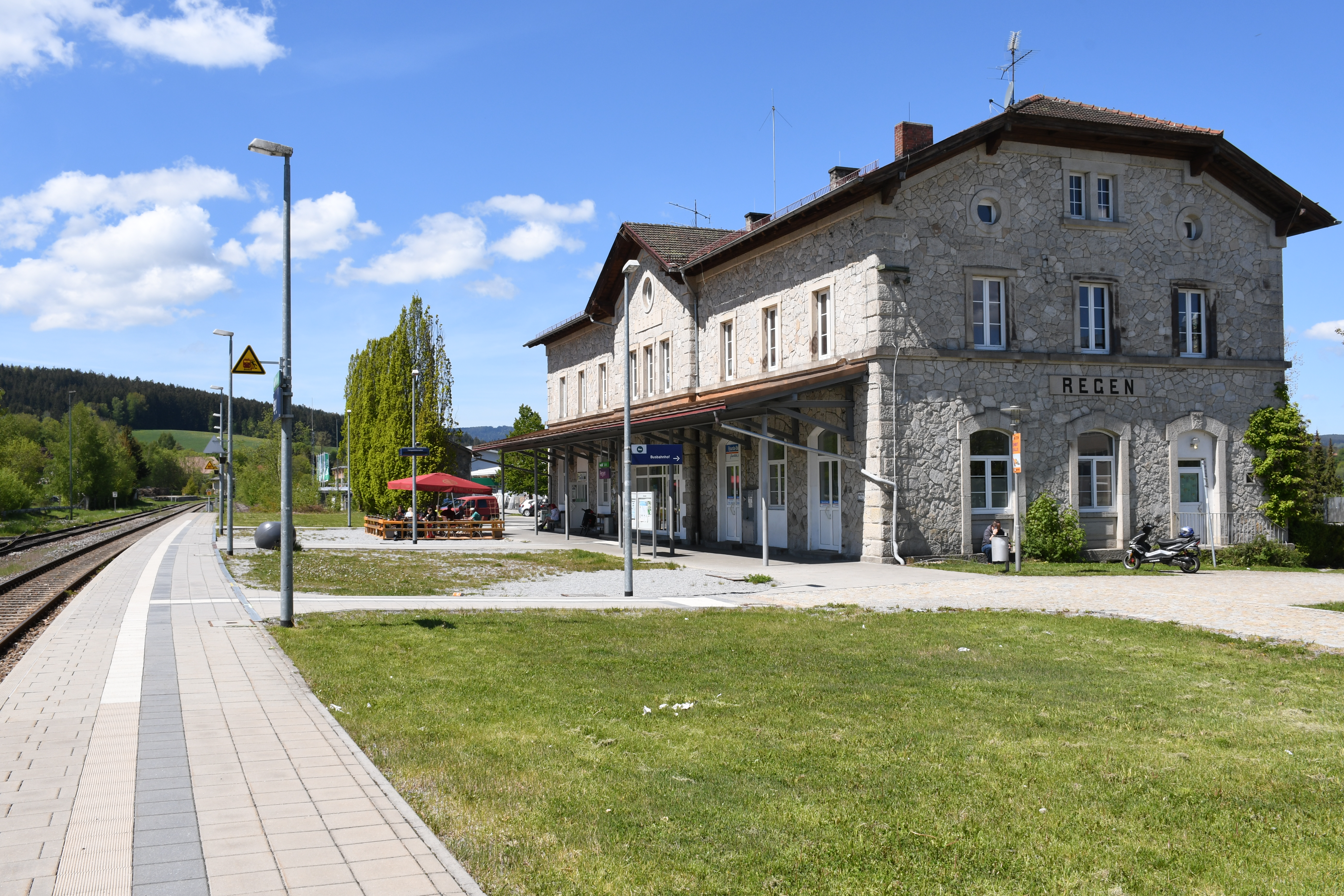
Bahnhof Regen (2019)

Zwischen 2005 und 2007 wurden mehrere Stationen erneuert. Dabei wurde eine durchgängige Nutzungslänge aller Bahnsteige von 100 m erreicht, so dass eine Vierfach-Traktion der aktuell hier verkehrenden Regio-Shuttles an den Bahnsteigen halten kann.
Um die Donaubrücke bei Deggendorf von 1877, die eine geringe Durchfahrtshöhe für Schiffe von 4,30 m hatte und in einem schlechten Zustand war, zu ersetzen, wurde ab März 2008 ein Neubau 15 m flussaufwärts bei Flusskilometer 2285,89 erstellt und die gesamte Bahnstrecke auf zwei Kilometern Streckenlänge verlegt. Am späten Abend des 23. Juni 2010 befuhr der letzte planmäßige Personenzug mit der Zugnummer 32446 (Abfahrt in Plattling planmäßig 23:10 Uhr) die historische Brücke in Richtung Zwiesel. Die alte Brücke durfte noch bis zum 28. Juni 2010 genutzt werden. Die neue Brücke wurde am 28. Juni 2010 in Betrieb genommen. Die Baukosten der 466 m langen pfostenlosen Fachwerkbrücke betrugen 32 Millionen Euro. Kostenträger des Baus waren jeweils zur Hälfte die Rhein-Main-Donau Wasserstraßen AG und die DB Netz. Daneben wurde auch ein Ersatzbau für die vorgelagerte Brücke über die Staatsstraße 2074 erstellt. Hier trug die Stadt Deggendorf 80 % der Kosten des 2,9 Millionen Euro teuren Baus, der Rest wurde von der DB Netz aufgebracht. Durch den Abbau des Mittelteils der alten Brücke am 29. September 2010 erhöhte sich die Durchfahrtshöhe auf 8,6 m. Zwei der alten Pfeiler, die sich in der Fahrrinne befanden, wurden abgetragen. Ein Teil der Pfeiler der alten Eisenbahnbrücke wurde für eine Fußgängerbrücke weiterverwendet, welche die beiden Teile der Landesgartenschau 2014 an beiden Donauufern verband.
In der Gemeinde Grafling wurde für 370.000 Euro im Ortsteil Arzting vom 16. September bis Ende November 2013 ein 120 m langer und 55 cm hoher Bahnsteig durch die Strabag Rail in nächtlichen Sperrpausen errichtet. Dieser wurde zum Fahrplanwechsel 2013/2014 am 15. Dezember 2013 eröffnet. Durch den neuen Haltepunkt wird seitdem das Fahrgastpotential erschlossen, das seit der Auflassung der ehemaligen Bahnhöfe Ulrichsberg und Grafling zehn Jahre zuvor auf diesem 23 km langen Streckenabschnitt brach lag.
2017 wurde ein Anschlussgleis zum Ersatzteillager der BMW Group in Wallersdorf errichtet.

### Ausblick
Es ist vorgesehen, das Betriebsverfahren auf dem Abschnitt Deggendorf – Bayerisch Eisenstein von Signalisiertem Zugleitbetrieb Sig L 90 wieder auf Zugmeldebetrieb umzustellen.
Im Dezember 2034 endet der Verkehrsvertrag mit der Länderbahn. Im Auftrag der Bayerischen Eisenbahngesellschaft wurden Gutachten für die kommende Neuausschreibung erstellt, die die technischen Voraussetzungen zum Einsatz von Akkumulatortriebwagen mit Stromabnehmer und von Triebwagen mit Brennstoffzelle untersucht haben, mit dem Ergebnis, dass der Betrieb mit Akkumulatortriebwagen wirtschaftlicher als der von Triebwagen mit Brennstoffzelle ist. Die Gutachten empfehlen außerdem einen Ausbau der Streckenklasse auf Klasse C2, weil für neue Triebwagen unabhängig von der Antriebstechnologie eine höhere Streckenklasse (derzeit A) erforderlich ist. Das Bayerische Staatsministerium für Wohnen, Bau und Verkehr plant daher die Beauftragung der Planung der notwendigen Infrastrukturmaßnahmen für den Betrieb von Akkumulatortriebwagen.
Durch den Ausbau des Streckenabschnitts Landshut–Plattling mit zweigleisigen Begegnungsabschnitten sollen durch Zugkreuzungen bedingte Aufenthalte vermieden und Verspätungen reduziert werden. Vor allem der Abschnitt Landshut–Dingolfing ist durch den Güterverkehr von und zum BMW-Werk sehr stark ausgelastet.
Im Bundesverkehrswegeplan 2030 (BVWP 2030) wurde ein Ausbau des Streckenabschnitts Landshut–Plattling zunächst als potenzieller Bedarf aufgenommen. Im September 2018 wurde der Ausbau in den vordringlichen Bedarf hochgestuft. Vorgesehen sind ein Ausbau des Bahnhofs Schwaigen, der Neubau eines Kreuzungsbahnhofs zwischen Wallersdorf und Otzing, der Neubau des Kreuzungsbahnhof Otzing, die Ausrüstung mit ESTW-Technik zwischen Schwaigen und Plattling und der Bau einer Verbindungskurve bei Plattling für die Relation Dingolfing–Regensburg. Die Kosten werden auf etwa 66 Millionen Euro geschätzt. Im dritten Gutachterentwurf des Deutschlandtakts sind zusätzlich weitere Kreuzungsbahnhöfe in Ergolding und Niederaichbach vorgesehen, um die Kapazitäten für den Güterverkehr zu erhöhen. Dafür sind, zum Preisstand von 2015, Investitionen von insgesamt 61 Millionen Euro vorgesehen. Die Vorplanung des Projekts begann Anfang 2022 und soll bis Ende 2024 abgeschlossen sein. Das Bundesverkehrsministerium beabsichtigte im Oktober 2024, die daran anschließende parlamentarische Befassung noch vor der damals für September 2025 geplanten Bundestagswahl einzuleiten.
Daneben plant der Freistaat Bayern einen Ausbau der Streckenabschnitts Landshut–Plattling für den Nahverkehr. Im Juni 2022 kündigte das das bayerische Verkehrsministerium an, die DB Netz AG mit der Planung eines etwa sieben Kilometer langen zweigleisigen Begegnungsabschnittes zwischen Wörth und Loiching zu beauftragen. Das Projekt ist Teil der Initiative „MACH2“, die den Ausbau mehrerer Bahnstrecken in Bayern vorsieht.
Im Rahmen der „Stationsoffensive Bayern“ der BEG war 2015 ein Haltepunkt im Ortszentrum des Marktes Ergolding vorgesehen. Dieser wurde nicht weiterverfolgt, da „die fahrplantechnische Machbarkeit für künftige Fahrplankonzepte nicht gegeben war“.

## Streckenbeschreibung

### Verlauf
Die Strecke zweigt im Bahnhof Landshut (Bay) Hbf bahnrechts von der Hauptverbindung München–Regensburg ab und führt in östlicher Richtung fast geradlinig im Tal der Isar nach Plattling. Dort kreuzt die Strecke die Bahnstrecke Passau–Obertraubling. Zwischen Plattling und Deggendorf überquert die Strecke die Donau auf einer fast 500 Meter langen Brücke.
Hinter Deggendorf steigt die Strecke im Vorderen Bayerischen Wald stark an. Der enorme Höhenunterschied bis zum Scheitelpunkt wird bei Grafling mit einer weitausholenden Schleife bewältigt. In der weiten Einsenkung zwischen Bayerischem und Böhmerwald überquert die Strecke einige Täler auf Großbrücken. Der letzte Abschnitt führt von Zwiesel ansteigend im Tal des Großen Regens bis Bayerisch Eisenstein.

### Ingenieurbauten

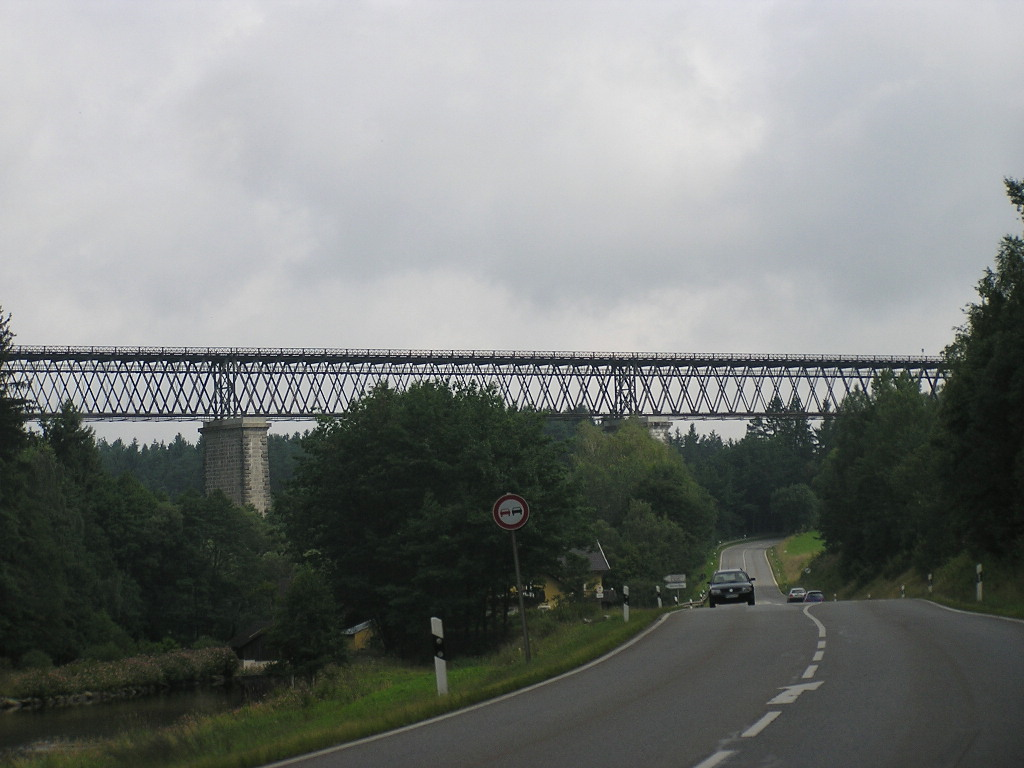
Die Ohetalbrücke über die Schlossauer Ohe bei Regen

Die im Streckenverlauf liegenden Täler werden mit langen Brücken oder durch lange und hohe Dämme überquert.
Nachstehend die wichtigsten Kunstbauten der Strecke:
- Donaubrücke bei Deggendorf, Länge 466 m
- Kohlbachdamm bei Grafling, Länge 390 m, 44 m hoch
- Kühbergtunnel bei Ulrichsberg, Länge 476 m
- Hochbühltunnel bei Gotteszell, Länge 569 m
- Einschnitt bei Zachenberg, Länge 397 m, 28,5 m tief
- Ohetalbrücke bei Regen, Länge 304 m, 48,3 m hoch
- Brücke über den Schwarzen Regen bei Regen, Länge 119 m, 25,2 m hoch
- Nagerlbrücke über den Schwarzen Regen bei Schweinhütt, Länge 79 m, 19 m hoch
- Brücke über den Schwarzen Regen bei Zwiesel, Länge 131 m, 14 m hoch
- Fällenrechenbrücke über den Großen Regen bei Fällenrechen, Länge 126 m, 25,4 m hoch
- Deffernikbrücke bei Ludwigsthal, Länge 118 m, 30 m hoch

Die Ohetalbrücke ist knapp nach der 50 Meter hohen Innbrücke Königswart der Bahnstrecke Rosenheim–Mühldorf die zweithöchste Eisenbahnbrücke in Bayern.

## Fahrzeugeinsatz
Die beiden 2/2 gekuppelten und 1866 von der Lokomotiven- und Maschinenfabrik J.A. Maffei gelieferten Tenderlokomotiven der Deggendorf-Plattlinger Eisenbahn mit den Namen Deggendorf und Bayer. Wald übernahm die Bayerische Staatsbahn als DII Nr. 1176 und 1177. Sie musterte beide Maschinen im Jahre 1895 aus.
Die Bayerische Staatsbahn hatte am 31. Januar 1877 bei der Lokomotivfabrik Maffei in München sechs Bayerische D V, recht starke Tenderlokomotiven mit der Achsfolge C, bestellt. Einen Monat nach Eröffnung des Streckenabschnitts Plattling–Bayerisch Eisenstein bestellte sie vier weitere Maschinen nach, die im Februar/März 1878 geliefert wurden. Sie erhielten die Namen Ulrichsberg, Gotteszell, Ludwigsthal und Eisenstein. Bei der DR bekamen sie noch die Nummern 89 8107 bis 110 und wurden zwischen 1925 und 1928ausgemustert. Diese Tenderlokomotiven wurden auf dem Abschnitt Plattling–Bayerisch Eisenstein viele Jahre lang vorwiegend im Güterzugdienst eingesetzt. Den Personenzugdienst versahen anfangs die beiden Ostbahnmaschinen E 1 und E 2, Schlepptendermaschinen mit der Achsfolge B. Dann wurden lt. von Welser (s. Literaturhinweis) die ehemaligen Ostbahnmaschinen der Klasse B, Achsfolge 1 B, im Personenzugdienst hier eingesetzt. Sie wurden bei der Staatsbahn in der Klasse B V mit den Nummern 1003–1068 geführt.
Ab April 1952 setze die Deutsche Bundesbahn auf dieser Strecke Schienenbusse ein. Die beiden einmotorigen Schienenbusse VT 95 953 und 955 wurden jedoch zu Beginn des Sommerfahrplans 1952 zunächst an das Betriebswerk Regensburg ausgeliehen. Erst zu Beginn des Sommerfahrplans 1953 wurden sie dann regulär auf dieser Strecke eingesetzt. In den Folgejahren wurden weitere VT 95 in das Betriebswerk Plattling umbeheimatet und kamen hier und auf den Zweigstrecken zum Einsatz. Ab Oktober 1955 wurden dem Betriebswerk Plattling zweimotorige Schienenbusse des Typs VT 98 mit den Nummern 9517 bis 9521 zugewiesen. Auf dieser Strecke wurden ab April 1962 Diesellokomotiven der Baureihe V 100.10 (später Baureihe 211) und kurz danach ab September 1963 ihre Schwesterlokomotiven der Baureihe V 100.2. Die Baureihe VT 95 wurde zum Sommerfahrplan des Jahres 1965 komplett durch die VT 98 und die V 100 abgelöst.
Die Strecke war die letzte der Bundesbahn in Niederbayern, auf der bis zum März 1974 noch Dampflokomotiven verkehrten. Als letzte planmäßige Dampflokomotive fuhr 053 063-4 am 6. März den N 2964 von Plattling nach Bayerisch Eisenstein und am 7. März den Gegenzug N 2977.

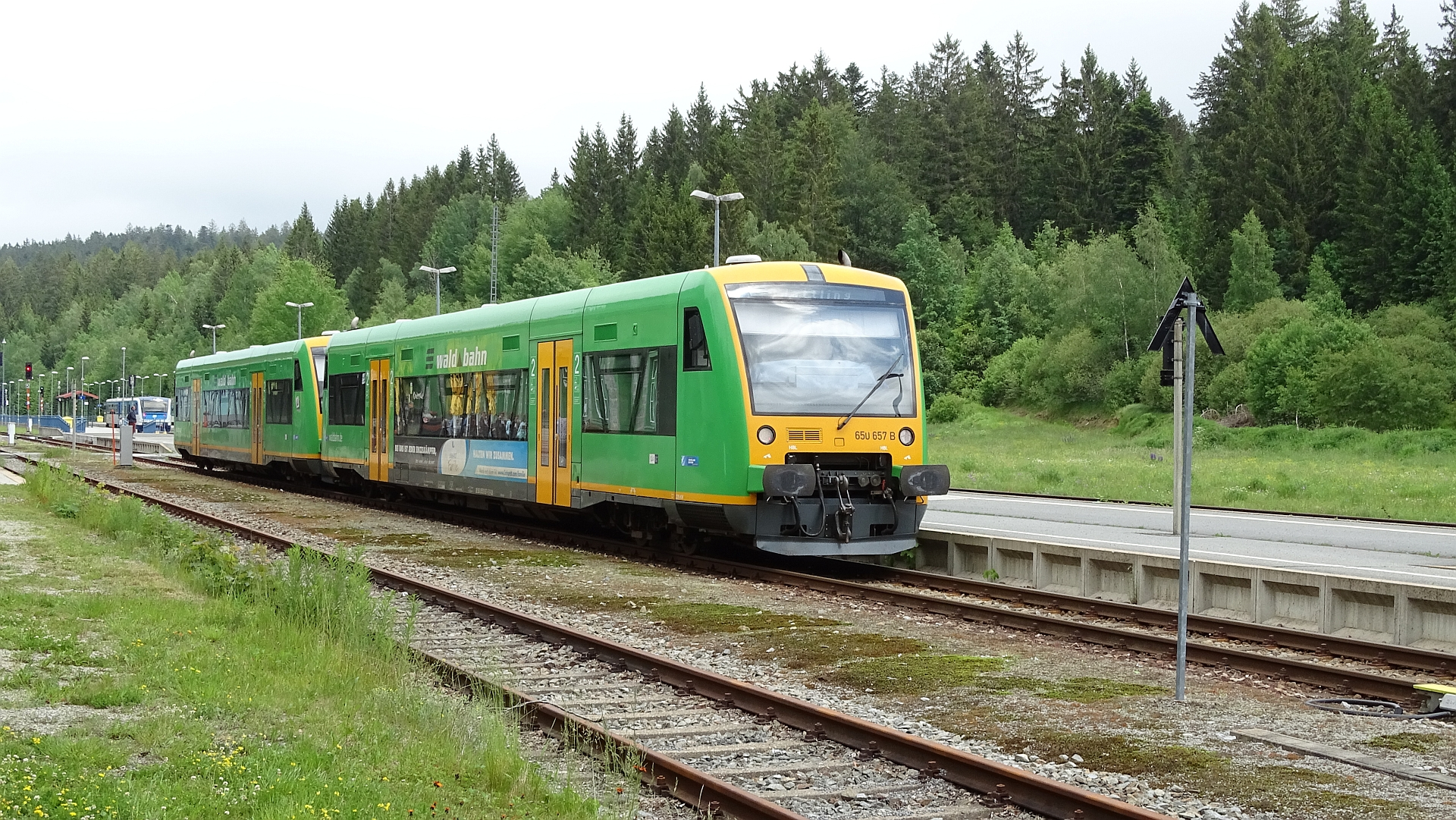
Stadler Regio-Shuttle RS1 (Bahnhof Bayerisch Eisenstein, 2020)

Für den Alpen-See-Express in den 1980er Jahren wurden Triebzüge der Baureihe 601 eingesetzt.
Das Betriebswerk Plattling wurde im Juni 1985 aufgelöst. Die Fahrzeuge gingen daraufhin auf das Betriebswerk Hof über. Zum Winterfahrplan 1985/86 stellte die Bundesbahn den gesamten Betrieb auf lokbespannte Wagenzüge um. Diese Wendezüge waren aus n-Wagen und einer oder zwei Loks der Baureihen 211 oder 218 gebildet. Die Strecke war die letzte Hauptstrecke mit planmäßigen Einsätzen der Baureihe 211. Die darauffolgenden IC-Kurswagen bis 2002 wurden von Lokomotiven der Baureihe 218 gezogen.
Die Regentalbahn setzt seit 1997 Stadler Regio-Shuttle RS1 ein.

## Verkehr

### Personenverkehr

#### 1877–1945
Am 15. Mai 1880 liefen im Personenverkehr auf dem Streckenabschnitt Plattling–Eisenstein täglich vier Zugpaare. Zwei beschleunigte Zugpaare Landau–Eisenstein hatten Anschluss von/nach Prag. Sie benötigten für den Abschnitt Plattling–Eisenstein zwei Stunden und zwanzig Minuten, die anderen Zugpaare jeweils vier Stunden.
Im Mai 1897 liefen täglich vier Züge von Eisenstein nach Plattling und in Gegenrichtung fünf Züge. Die Fahrzeit lag zwischen zwei und zweieinhalb Stunden. Allerdings gab es auch einen Zug nach Eisenstein, vermutlich mit Güterbeförderung, der für die Strecke fünf Stunden benötigte. Ein Zugpaar hatte Kurswagen erster bis dritter Klasse für die Strecke Landshut–Pilsen. Zwei weitere Zugpaare liefen auf dem Abschnitt Deggendorf–Pilsting und weiter über die Strecken Pilsting–Mühldorf und Rosenheim–Mühldorf. Eine durchlaufende Verbindung nach Landshut bestand nicht.
Im Oktober 1913 lautete die Kursbuchtabelle statt zuvor Eisenstein–Plattling–Rosenheim nun Landshut–Landau–Eisenstein. Es liefen auf der Strecke Plattling–Eisenstein täglich fünf Zugpaare mit Wagen zweiter und dritter Klasse. In Richtung Eisenstein benötigten die Züge um 2 Stunden und 20 Minuten, in Richtung Plattling nur noch 1 Stunde und 40 Minuten bis 2 Stunden. Weitere vier Zugpaare liefen täglich zwischen Deggendorf und Landshut. In Richtung Mühldorf/Rosenheim musste nun in Landau umgestiegen werden. Durchlaufende Wagen nach Böhmen sind nicht mehr vermerkt.
1936 nannte die Deutsche Reichsbahn in ihrer Kursbuchtabelle 426 Landshut–Plattling–Eisenstein zwischen Plattling und Eisenstein täglich sieben Zugpaare, davon sechs Zugpaare von/nach Landshut. Diese Züge führen auch die 2. Wagenklasse. Da bei zwei Zugpaaren die Gepäck- und Fahrradmitnahme eingeschränkt ist, könnte es sich dabei um Triebwagen gehandelt haben. Ein Frühzug schaffte die Strecke in einer Stunde und dreißig Minuten, die anderen Züge fuhren zehn bis fünfzehn Minuten länger. Außerdem bestanden vier Zugpaare täglich zwischen Deggendorf und Plattling. Eine Weiterfahrt nach Böhmen war fünfmal täglich möglich, allerdings immer mit Aufenthalten von einer oder mehreren Stunden in Eisenstein.

#### 1945–1997
Vor der Öffnung der Grenze nach Tschechien verkehrten zwischen Zwiesel und Bayerisch Eisenstein im Personenverkehr noch vier Zugpaare.
In den Sommerfahrplänen 1980 bis 1987 verkehrten ein bis zweimal pro Woche vom DER organisierte Fahrten des Alpen-See-Express auf dem Abschnitt Plattling–Zwiesel. Sie führten von Hamburg nach Bodenmais bzw. von Dortmund nach Grafenau. Auf der Strecke verkehrten sie dabei vereinigt als 20-Wagen-Züge. Daneben verkehrten diese Triebzüge auch auf Sonderbestellung im Industrieturnusverkehr über diese Strecke von Dortmund nach Bodenmais. Ab 1991 befuhren Fern-Express-Züge die Strecke. Sie wurden zum Fahrplanjahr 1993 durch Intercity-Kurswagen bis Zwiesel ersetzt.

#### Seit 1997

##### Abschnitt Plattling – Bayerisch Eisenstein
Zum Sommerfahrplan 1997 übernahm die Regentalbahn als Subunternehmer der DB Regio Bayern den Regionalverkehr auf dem Abschnitt Plattling–Bayerisch Eisenstein unter dem Markennamen Waldbahn.
Im Zuge der Modernisierung des Bahnverkehrs auf dieser Strecke und um den ÖPNV für Touristen und Einheimische attraktiver zu gestalten, wurde 1999 ein spezielles Fahrkartenangebot, das Bayerwald-Ticket, entworfen – eine Tagesfahrkarte, welche auf dem Streckenabschnitt Plattling–Bayerisch Eisenstein sowie auf vielen Buslinien der Landkreise Regen und Freyung-Grafenau sowie Cham gilt. Dieses wurde seit Mai 2010 durch das „Gästeservice-Umweltticket“ (GUTi) ergänzt. Dieses integriert die Gültigkeit eines Bayerwald-Tickets in die Kurkarten von teilnehmenden Gemeinden. Von Plattling aus kann man stündlich ohne Umstiege nach Bayerisch Eisenstein fahren. Auf der gesamten Strecke gilt das Bayern-Ticket.
Mit dem Ende des Fahrplanjahres 1999 wurden die Intercity-Kurswagen nach Zwiesel eingestellt.
Zum Fahrplanjahr 2004 wurden die planmäßigen Zugkreuzungen von Ulrichsberg und Regen nach Grafling und Zwiesel verlegt. Dadurch wurden die Umsteigezeiten im Taktknoten Plattling um sechs Minuten verkürzt und in Zwiesel entstand ein Taktknoten mit geringen Umsteigezeiten kurz vor der vollen Stunde in alle beteiligten Richtungen.
Im Jahr 2007 wurde mit zwei Verbindungen Zwiesel–Plattling ein Zubringerverkehr mit kurzen Umsteigezeiten an den samstags verkehrenden Urlauber-IC „Rottaler Land“ Richtung Hamburg geschaffen, der in Plattling außerhalb des Taktknotens hielt. Dieser IC, von dem ab Passau Kurswagen nach Mühldorf verkehrten, wurde mit dem Fahrplanwechsel 2015/2016 im Dezember 2015 eingestellt, als die Deutsche Bahn ihn durch einen IC-Bus von/nach Bad Füssing ersetzte.
Zum Inkrafttreten des Sommerfahrplans am 28. Mai 2006 fuhren erstmals Regelzüge der Waldbahn im Zwei-Stunden-Takt direkt von Plattling über Bayerisch Eisenstein bis zum tschechischen Bahnhof Špičák (Spitzberg) und zurück. Diese Züge wurden auf dem tschechischen Abschnitt mit tschechischem Personal besetzt. Im Fahrplanjahr 2008 fuhren täglich zwei Zugpaare bis Špičák. Zusätzlich dazu wurden in der Wintersaison dazu drei Zugpaare wochentags und fünf Zugpaare am Wochenende gefahren. In der Sommersaison verkehrten drei zusätzliche Züge täglich. Zum 1. März 2012 wurden die Züge kurzfristig wieder in Bayerisch Eisenstein gebrochen, da die Gesetzeslage für grenzüberschreitende Züge sich in Tschechien änderte.
Die Zugleistungen zwischen Plattling und Bayerisch Eisenstein wurden durch die Bayerische Eisenbahngesellschaft als Teil des „Regionalzügenetz Ostbayern“ ausgeschrieben. Die Regentalbahn gewann die Ausschreibung und übernahm zum Fahrplanjahr 2014 diese Leistungen in Eigenregie. Das Angebot zwischen Plattling und Deggendorf wurde in den Hauptverkehrszeiten zu einem Halbstundentakt verdichtet. Eine angedachte Ausweitung der Direktverbindungen nach Tschechien wurde von der Region Pilsen (Plzeňský kraj) abgelehnt. Im Fahrplanjahr 2014 fuhren werktags wieder zwei Zugpaare bis und ab Špicàk, die zum Ende des Fahrplanjahres 2014/2015 zwischen Bayerisch Eisenstein und Špičák vom Plzeňský kraj wieder abbestellt wurden.
Bis zum Fahrplanjahr 2019 verpassten sich die Züge der Waldbahn und der České dráhy im Bahnhof Bayerisch Eisenstein / Železná Ruda-Alžbětín knapp. Zum Fahrplanjahr 2020 wurden die Verbindungen auf tschechischer Seite besser und die Wartezeiten verkürzten sich.
Die Länderbahn bezeichnete die Linie Plattling–Bayerisch Eisenstein als WBA1. Im 2020 eingeführten Liniennummernsystem der SPNV-Linien in Bayern erhielt diese Linie die Liniennummer RB 35.

##### Abschnitt Landshut – Plattling
Zwischen Landshut und Plattling verkehren im Personenverkehr derzeit ausschließlich der Donau-Isar-Express (RE 3), eine Regionalexpress-Linie, die im Stundentakt München mit Landshut, Plattling und Passau verbindet. Diese wurde im Ausschreibungsverfahren an DB Regio Bayern vergeben. Im Oktober 2020 hat die Bayerische Eisenbahngesellschaft (BEG) bekannt gegeben, dass die DB Regio Bayern die Ausschreibung für das Netz Donau-Isar gewonnen hat, zu dem auch der Donau-Isar-Express gehört. Der Betrieb über den neuen Bruttovertrag läuft von Dezember 2024 bis zum Fahrplanwechsel 2036. Zum Einsatz kommen seitdem Fahrzeuge des Typs Siemens Desiro HC. Bis 2024 wurden Fahrzeuge des Typs Alstom Coradia Continental sowie Doppelstock-Wendezüge eingesetzt. Der Haltepunkt Otzing wurde mit Inbetriebnahme des Donau-Isar-Express Ende 2009 geschlossen. Außer Takt verkehrt unpaarig ein langsamerer Einzelzug von Freising nach Plattling als RB 33.
Daneben verkehren Güterzüge zu verschiedenen Anschließern auf dieser Strecke. Größter unter diesen ist das BMW-Werk Dingolfing. Als weiterer bedeutender Anschluss ist seit Herbst 2017 das Ersatzteil-Logistikzentrum von BMW in Wallersdorf an die Schiene angebunden.
Nachdem der Bahnhof Wörth an der Isar 2016 barrierefrei ausgebaut wurde, wird seit dem Fahrplan von 2018 jeder Halt zwischen Landshut und Plattling von allen Personenzügen bedient. Hierzu ist eine Systemkreuzung im Bahnhof Wörth nötig. Zuvor fanden diese Kreuzungen in der Regel im Betriebsbahnhof Loiching zwischen Wörth und Dingolfing statt.

### Güterverkehr
Im Güterverkehr war insbesondere der Streckenabschnitt Landshut–Plattling in der Vergangenheit durch einen starken landwirtschaftlichen Verkehr geprägt. So wurden jahrzehntelang während der jährlichen Rübenkampagne mit Zuckerrüben beladene Züge entlang der Strecke abgefertigt. Heute wird vom Bahnhof Dingolfing aus, der Werksverkehr des BMW Werks Dingolfing abgewickelt. So verkehren täglich mehrere Ganzzüge bestehend aus geschlossenen Autotransportwagen. Außerdem verkehren täglich zwei Güterzüge zum BMW-Ersatzteillager in Wallerdorf.
Zwischen Zwiesel und Bayerisch Eisenstein gab es zur Zeit der geschlossenen Grenze sehr wenig Güterverkehr. 2000 wurde der Güterverkehr nach Zwiesel eingestellt. Nur auf dem Abschnitt Plattling–Deggendorf verblieb ein regelmäßiger Güterverkehr von etwa zwei bis drei Zugpaaren, davon eines weiter über die Bahnstrecke Deggendorf–Kalteneck nach Hengersberg. Selten verkehren Militärzüge zwischen Plattling und Regen, wo die Panzer nachts, während der Personenverkehr ruht, verladen werden, sowie vom Granitwerke Prünst an der Strecke Gotteszell–Blaibach über Gotteszell nach Plattling. Kurz nach dem Bahnhof Plattling in Richtung Deggendorf besteht ein Anschlussgleis zur Zuckerfabrik der Südzucker AG. In den 1960er Jahren wurden rund ¾ der täglich verarbeiteten Menge von 3000 t Zuckerrüben mit der Bahn angeliefert.